# Arycanda leugalea
Arycanda leugalea là một loài bướm đêm trong họ Geometridae.